# عبدالله شیبانی
عبدالله شیبانی (۱۲۸۲ – ۱۶ اردیبهشت ۱۳۷۹)‏ کاراندام‌شناس ایرانی و پانزدهمین رئیس دانشگاه تهران از ۱۵ شهریور تا ۳ اسفند ۱۳۵۷ بود.

## زندگی‌نامه
عبدالله شیبانی در سال ۱۲۸۲ به‌دنیا آمد و در سال ۱۳۰۸ (۲۴ سالگی) به عنوان عضوی از دومین گروه دانشجویان بورسیه اعزامی به فرانسه شناخته‌شد. او در سال ۱۳۱۴ مدرک دکترای خود را از دانشگاه سوربن دریافت کرد و به ایران بازگشت. او نخست به تدریس در دانشسرای عالی و سپس در دانشکده علوم دانشگاه تهران به درجهٔ دانشیاری به تدریس پرداخت.

### گاهشمار
- ۱۳۱۵: معاون دانشسرای عالی و دانشکده علوم
- ۱۳۲۰: رتبه استادی دانشگاه تهران
- ۱۳۲۳: اخذ کرسی استادی فیزیولوژی جانوری
- ۱۳۲۷: ریاست دانشکده علوم دانشگاه تهران
- ۱۳۴۲: معاونت پژوهشی دانشگاه تهران
- ۱۳۴۷: استاد ممتاز دانشگاه تهران
- ۱۳۵۰: ریاست دانشکده علوم دانشگاه تهران
- ۱۳۵۷: ریاست دانشگاه تهران

## خانواده
همسر او زنی فرانسوی به نام ژانت بود که در دانشکده ادبیات، به عنوان دانشیار زبان فرانسه تدریس می‌کرد. همسر او کتابی به نام سفرهای اروپاییان به ایران را به فرانسه نوشته‌است که ضیاءالدین دهشیری آن را در سال ۱۳۵۳ به فارسی ترجمه کرده‌است.

## یادکرد منابع
1. 1 2 3 4 5  افشار، مجله بخارا.
2. ↑  خبرگزاری دانشجویان ایران.